# Liste der Präsidenten von Honduras
Die Liste der Präsidenten von Honduras führt die honduranischen Präsidenten mit ihren Lebensdaten und der Amtszeit auf.
Die verfassungsgemäße Amtszeit der Präsidenten von Honduras beträgt vier Jahre, eine Wiederwahl ist erst seit 2017 möglich.
| Name                                                                                         | Lebensdaten           | Amtszeit                                               |
| -------------------------------------------------------------------------------------------- | --------------------- | ------------------------------------------------------ |
| Juan Francisco de Molina                                                                     | 1779–1878             | 11. Januar 1839 – 13. April 1839                       |
| Felipe Neri Medina Valderas y Fernández de Córdova                                           | 1797–?                | 13. April 1839 – 15. April 1839                        |
| Juan José Alvarado                                                                           | 1798–1857             | 15. April 1839 – 27. April 1839                        |
| José María Guerrero                                                                          | 1799–1853             | 27. April 1839 – 10. August 1839                       |
| Mariano Garrigó                                                                              | ?                     | 10. August 1839 – 20. August 1839                      |
| José María Bustillo                                                                          | ?–1855                | 20. August 1839 – 27. August 1839                      |
| Ministerrat Mónico Bueso Soto Francisco de Aguilar                                           | 1810–?                | 27. August 1839 – 21. September 1839                   |
| José Francisco Zelaya y Ayes                                                                 | 1798–1848             | 21. September 1839 – 31. Dezember 1840                 |
| Francisco Ferrera                                                                            | 1794–1851             | 1. Januar 1841 – 31. Dezember 1842                     |
| Ministerrat Juan Morales José Julián Tercero Casto José Alvarado                             | 1820–? 1820–1873      | 1. Januar 1843 – 23. Februar 1843                      |
| Francisco Ferrera                                                                            | s. o.                 | 23. Februar 1843 – 31. Dezember 1844                   |
| Ministerrat Casto José Alvarado Coronado Chávez                                              | 1820–1873 1807–1881   | 1. Januar 1845 – 12. Januar 1845                       |
| Coronado Chávez                                                                              | s. o.                 | 12. Januar 1845 – 1. Januar 1847                       |
| Ministerrat Casto José Alvarado Francisco Ferrera José Santos Guardiola Bustillo             | s. o. s. o. 1816–1862 | 1. Januar 1847 – 12. Februar 1847                      |
| Juan Lindo                                                                                   | 1790–1857             | 12. Februar 1847 – 31. Januar 1852                     |
| Francisco Gómez y Argüelles                                                                  | 1810–1854             | 1. Februar 1852 – 1. März 1852                         |
| José de la Trinidad Francisco Cabañas Fiallos                                                | 1805–1871             | 1. März 1852 – 18. Oktober 1855                        |
| José Santiago Bueso Soto                                                                     | s. o.                 | 18. Oktober 1855 – 8. November 1855                    |
| Francisco de Aguilar                                                                         | s. o.                 | 8. November 1855 – 17. Februar 1856 (geschäftsführend) |
| José Santos Guardiola Bustillo                                                               | s. o.                 | 17. Februar 1856–11. Januar 1862                       |
| José Francisco Montes Fonseca                                                                | 1830–1888             | 11. Januar 1862 – 5. Februar 1862                      |
| Victoriano Castellanos Cortés                                                                | 1795–1862             | 5. Februar 1862 – 4. Dezember 1862                     |
| José Francisco Montes Fonseca                                                                | s. o.                 | 4. Dezember 1862 – 21. Juni 1863                       |
| José María Medina                                                                            | 1826–1878             | 21. Juni 1863 – 26. Juli 1872                          |
| Carlos Arias López                                                                           | 1835–1890             | August 1872 – 13. Januar 1874                          |
| Mariano Leiva                                                                                | 1821–1896             | Februar 1874 – 8. Juni 1876                            |
| Marco Aurelio Soto                                                                           | 1846–1908             | 27. August 1876 – 9. Mai 1883                          |
| Luis Bográn                                                                                  | 1849–1895             | 30. November 1883 – 30. November 1891                  |
| Ponciano Leiva                                                                               | 1821–1896             | 30. November 1891 – 7. August 1893                     |
| Domingo Vásquez                                                                              | 1846–1909             | 7. August 1893 – 22. Februar 1894                      |
| Policarpo Bonilla                                                                            | 1859–1926             | 22. Februar 1894 – 1. Februar 1899                     |
| Terencio Sierra                                                                              | 1839–1907             | 1. Februar 1899 – 30. Januar 1903                      |
| Manuel Bonilla                                                                               | 1849–1913             | 1. Februar 1903 – 11. April 1907                       |
| Miguel R. Dávila                                                                             | 1856–1927             | 15. August 1907 – 28. März 1911                        |
| Francisco Bertrand                                                                           | 1866–1926             | 28. März 1911 – 2. Februar 1912                        |
| Manuel Bonilla                                                                               | s. o.                 | 2. Februar 1912 – 21. März 1913                        |
| Francisco Bertrand                                                                           | s. o.                 | 21. März 1913 – 8. September 1919                      |
| Rafael López Gutiérrez                                                                       | 1855–1924             | 1. November 1919 – 10. März 1924                       |
| Fausto Dávila                                                                                | 1858–1928             | 27. März 1924 – 31. März 1924                          |
| Vicente Tosta                                                                                | 1881–1930             | 1. April 1924 – 1. Februar 1925                        |
| Miguel Paz Barahona                                                                          | 1863–1937             | 1. Februar 1925 – 1. Februar 1929                      |
| Vicente Mejía Colindres                                                                      | 1878–1966             | 1. Februar 1929 – 1. Februar 1933                      |
| Tiburcio Carías Andino                                                                       | 1876–1969             | 1. Februar 1933 – 31. Dezember 1948                    |
| Juan Manuel Gálvez                                                                           | 1887–1972             | 1. Januar 1949 – 16. November 1954                     |
| Julio Lozano Díaz                                                                            | 1885–1969             | Dezember 1954 – 21. Oktober 1956                       |
| Militärjunta Roque Jacinto Rodríguez Herrera Roberto Gálvez Barnes Héctor Caraccioli Moncada |                       | 21. Oktober 1956 – 21. Dezember 1957                   |
| José Ramón Villeda Morales                                                                   | 1908–1971             | 21. Dezember 1957 – 3. Oktober 1963                    |
| Oswaldo López Arellano                                                                       | 1921–2010             | 4. Oktober 1963 – 5. Juni 1971                         |
| Ramón Ernesto Cruz                                                                           | 1903–1985             | 6. Juni 1971 – 4. Dezember 1972                        |
| Oswaldo López Arellano                                                                       | s. o.                 | 4. Dezember 1972 – 22. April 1975                      |
| Juan Alberto Melgar Castro                                                                   | 1930–1987             | 22. April 1975 – 7. August 1978                        |
| Policarpio Juan Paz García                                                                   | 1932–2000             | 8. August 1978 – 27. Januar 1982                       |
| Roberto Suazo Córdova                                                                        | 1927–2018             | 27. Januar 1982 – 27. Januar 1986                      |
| José Simon Azcona Hoyo                                                                       | 1927–2005             | 27. Januar 1986 – 27. Januar 1990                      |
| Rafael Leonardo Calleja Romero                                                               | 1943–2020             | 27. Januar 1990 – 27. Januar 1994                      |
| Carlos Roberto Reina                                                                         | 1926–2003             | 27. Januar 1994 – 27. Januar 1998                      |
| Carlos Roberto Flores Facussé                                                                | * 1950                | 27. Januar 1998 – 27. Januar 2002                      |
| Ricardo Maduro                                                                               | * 1946                | 27. Januar 2002 – 27. Januar 2006                      |
| Manuel Zelaya Rosales                                                                        | * 1952                | 27. Januar 2006 – 28. Juni 2009                        |
| Roberto Micheletti                                                                           | * 1948                | 28. Juni 2009 – 27. Januar 2010 (interim)              |
| Porfirio Lobo Sosa                                                                           | * 1947                | 27. Januar 2010 – 27. Januar 2014                      |
| Juan Orlando Hernández                                                                       | * 1968                | 27. Januar 2014 – 27. Januar 2022                      |
| Xiomara Castro                                                                               | * 1959                | 27. Januar 2022 – amtierend (nächste Wahl 2026)        |